# Agroelymus dorei
Agroelymus dorei är en gräsart som beskrevs av Wray Merrill Bowden. Agroelymus dorei ingår i släktet Agroelymus och familjen gräs. Inga underarter finns listade i Catalogue of Life.